# الجبيل (بعدان)

تعديل مصدري - تعديل

الجبيل محلة تابعة لقرية العدن، التابعة لعزلة بني منصور بمديرية بعدان إحدى مديريات محافظة إب في الجمهورية اليمنية، بلغ تعداد سكانها 186 حسب تعداد اليمن لعام 2004.